# Revolución del Petróleo

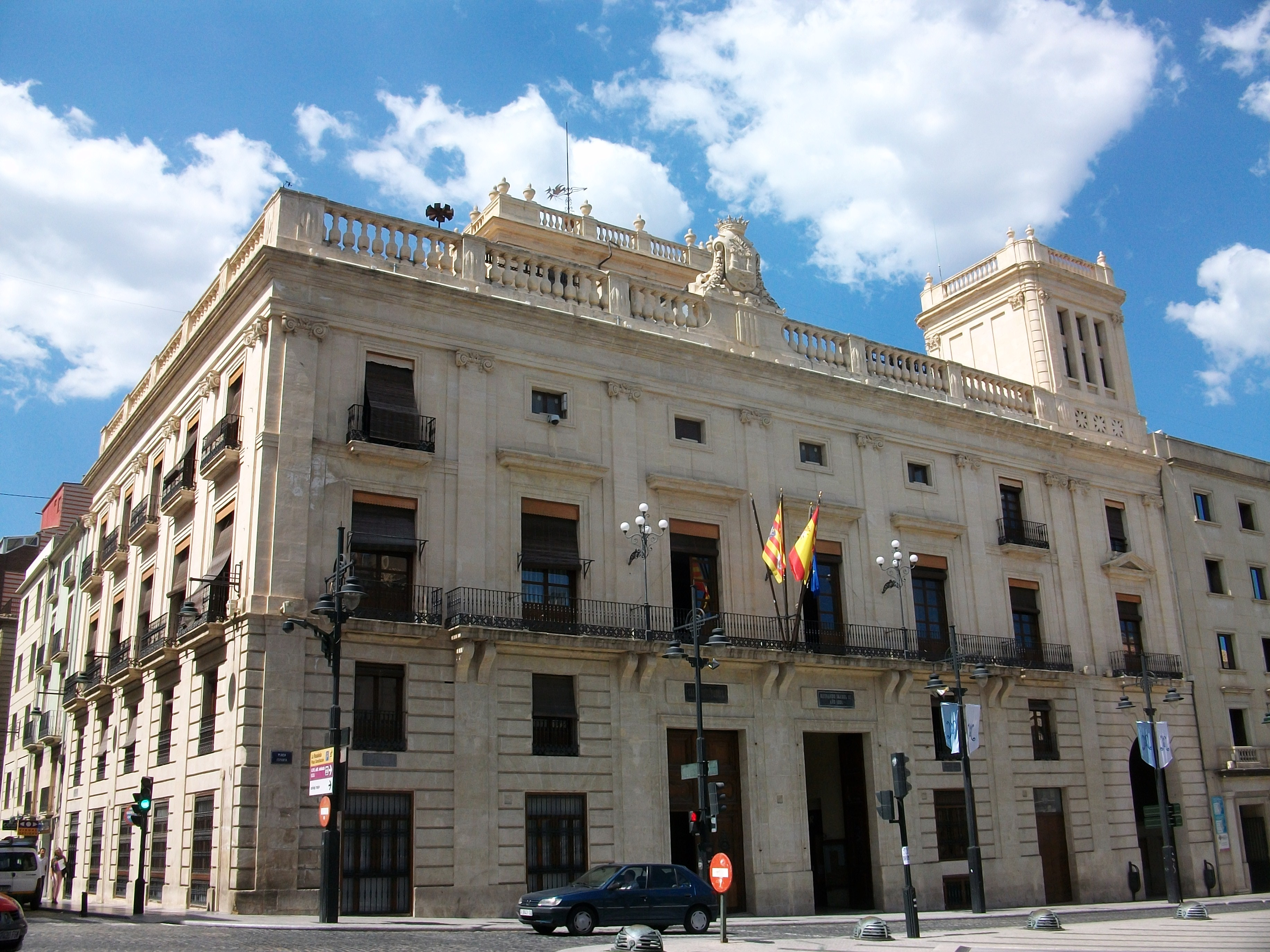
Edificio del Ayuntamiento de Alcoy, incendiado durante la Revolució del petroli

La revolución del petróleo (en valenciano, revolució del petroli o revolta del petroli) fue una revolución obrera de carácter libertario y sindicalista que tuvo lugar en Alcoy, en julio de 1873, durante la Primera República Española. Según el historiador Manuel Cerdá, se denominó revolució del petroli «por haberse producido el incendio del Ayuntamiento y algunas casas colindantes donde se ofrecía resistencia a los amotinados».

## Antecedentes
En 1873 Alcoy era una de las pocas ciudades españolas que se habían industrializado. Un tercio de sus 30 000 habitantes, incluyendo mujeres y niños, trabajaba en la industria —5500 en 175 empresas textiles y 2500 en 74 industrias papeleras—. Sus condiciones de vida eran muy duras, como lo demostraba el hecho de que el 42 % de los niños morían en Alcoy antes de haber cumplido los cinco años. Esto explica en gran medida el extraordinario crecimiento que tuvo allí la Federación Regional Española de la Asociación Internacional de Trabajadores (FRE-AIT), que a finales de 1872 ya contaba con más de 2000 afiliados, casi la cuarta parte de los obreros de la ciudad.
En el Congreso de Córdoba de la FRE-AIT, celebrado entre el 15 de diciembre de 1872 y el 3 de enero de 1873 y en el que se rechazaron las resoluciones «autoritarias» (marxistas) del Congreso de La Haya de 1872 y se aprobaron las «antiautoritarias» (bakuninistas) del Congreso de Saint-Imier, se decidió suprimir el Consejo Federal y sustituirlo por una Comisión de correspondencia y estadística que tendría su sede precisamente en Alcoy y que estaría formada por Severino Albarracín (maestro de primera enseñanza), Francisco Tomás (albañil), Miguel Pino (ajustador, de Ciudad Real) y Vicente Fombuena Roig (fundidor, de Alcoy).
Tras la proclamación de la Primera República Española el 11 de febrero de 1873, una asamblea local de la FRE-AIT celebrada el 2 de marzo discutió la actitud que se habría de adoptar tras el cambio de régimen, lo que quedó reflejado en las actas de la Comisión federal:

Un compañero [posiblemente Severino Albarracín, según Avilés Farré] demostró de manera clara y terminante que el cambio operado en la política de la clase media sólo era en el nombre de las instituciones, pero que éstas en el fondo continuaban siendo las mismas, rémoras constantes del progreso de la libertad y de la justicia. Por lo tanto era necesario activar la propaganda y la organización proclamada por la Asociación Internacional, organizada independientemente de todos los partidos burgueses y la única que puede prestar la fuerza suficiente para destruir cuando se crea oportuno todas las instituciones y los privilegios de la presente sociedad burguesa, y la organización revolucionaria del proletariado fuera de toda organización autoritaria dirigida por los burgueses; o lo que es lo mismo, el armamento de los trabajadores sin pertenecer a las milicias burguesas, a fin de estar dispuestos a lo que pudiera suceder. Una gran salva de aplausos demostró la conformidad de la Asamblea con las ideas manifestadas...

El 9 de marzo una manifestación en la que participaron cerca de diez mil personas recorrió las calles de Alcoy y culminó en un mitin celebrado en la plaza de toros, en el que se aprobó por unanimidad pedir un aumento del salario y la disminución de las horas de trabajo.

## Acontecimientos
Según Josep Termes, con la proclamación la República federal, el 8 de junio, la Comisión federal de la FRE-AIT llegó a la conclusión de que era el momento de desencadenar la revolución social. El 15 de junio pedía a los trabajadores que «se organicen y se preparen para la acción revolucionaria del proletariado a fin de destruir todos los privilegios que sostienen y fomentan los poderes autoritarios». El 6 de julio Tomás González Morago, miembro de la Comisión, en una carta dirigida a la Federación belga le anunciaba la inminente revolución social que se iba desencadenar en España.
El 7 de julio la Comisión convocó una asamblea de los obreros de la ciudad en la plaza de toros. Allí se acordó iniciar una huelga general al día siguiente para conseguir el aumento de los salarios en un 20 % y la reducción de la jornada laboral de 12 a 8 horas. Efectivamente la huelga comenzó el día 8 y como comunicó por carta Severino Albarracín, miembro del Comité Federal, a la Federación de Valencia, estaban dispuestos «a vencer de cualquier manera y a recurrir a todos los medios disponibles, incluso a la fuerza si ello era posible». V. Fombuena, también miembro de la Comisión, se expresaba de la misma manera en una carta enviada a la sección de Buñol —«estamos hoy en una huelga general de obreros y obreras, que somos el número de 10.000, dispuestos a hacer frente a todo lo que se presente», escribía—, a cuyos miembros animaba a trabajar «en pro de nuestra causa sin descanso para llegar pronto al día de la Liquidación social».

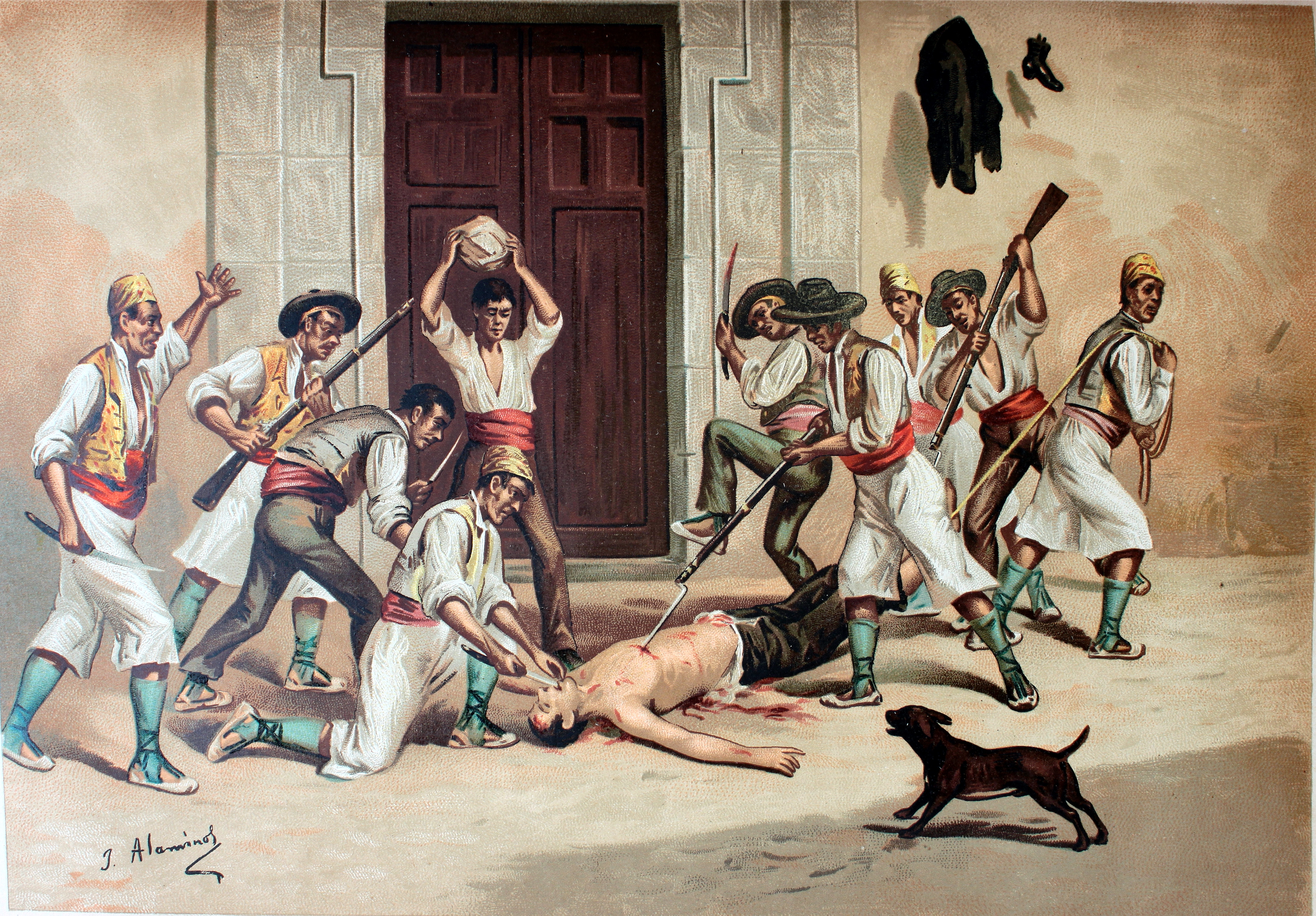
Muerte del alcalde de Alcoy, Agustí Albors.

El día 9 los fabricantes, reunidos en el ayuntamiento, rechazaron las reivindicaciones obreras por considerarlas exageradas, encontrando el apoyo del alcalde, el republicano federal Agustí Albors. Entonces los obreros exigieron la dimisión del alcalde y su sustitución por una junta revolucionaria —integrada por el Comité federal de la Internacional—. Cuando estaban reunidos en la plaza de la República —o plaza de San Agustín— delante del Ayuntamiento —esperando el resultado de la entrevista que estaban manteniendo Albors y los miembros de la Comisión, Albarracín y Fombuena— la guardia municipal por orden de Albors disparó contra ellos para que se disolvieran —causando un muerto y varios heridos—. Los trabajadores respondieron tomando las armas y haciéndose dueños de las calles. Detuvieron a varios propietarios —más de cien, según algunas fuentes— a los que tomaron como rehenes —después los irían soltando previo pago de un rescate para sufragar la huelga— e incendiaron algunas fábricas. El alcalde Albors y 32 guardias se hicieron fuertes en el Ayuntamiento esperando la llegada de los refuerzos que habían pedido al Gobierno, pero tras veinte horas de asedio durante las cuales el edificio y otros colindantes fueron incendiados tuvieron que capitular, muriendo violentamente el alcalde Albors en la refriega —según otras versiones Albors había conseguido huir, siendo localizado poco después y asesinado— y quince personas más, entre ellas siete guardias y tres internacionalistas. Según las actas del proceso las víctimas fueron quince, trece causadas por los insurrectos —el alcalde Albors; cuatro civiles; un guardia civil y siete guardias municipales, tres de ellos asesinados tras haberse rendido— y dos por los guardias.
Se formó entonces un Comité de Salud Pública presidido por Severino Albarracín, miembro de la Comisión de la Internacional, que detentó el poder durante tres días hasta que el 13 de julio las tropas enviadas por el gobierno entraron en la ciudad sin encontrar resistencia. Al día siguiente el ejército que había tomado la ciudad, recibió la orden de dirigirse a Cartagena donde acababa de proclamarse el Cantón Murciano, que daría inicio a la Rebelión cantonal. Los trabajadores volvieron a hacerse dueños de la ciudad, lo que obligó a los fabricantes a ceder y subir los salarios, pero en cuanto las tropas volvieron se echaron atrás. La burguesía de Alcoy, asustada por lo que había sucedido, descargó toda la responsabilidad en la actuación del alcalde Albors y así se lo hizo saber al gobierno mediante un escrito firmado por ochenta personas en el que se decía: «los mayores contribuyentes de Alcoy protestan enérgicamente contra el ayuntamiento de esta ciudad, por haber mandado hacer armas contra el pueblo trabajador que pedía pacíficamente su destitución».
Los miembros de la Comisión de la Internacional huyeron de Alcoy el día 12 por la noche y se refugiaron en Madrid. Desde allí Francisco Tomás en una carta posterior, con fecha del 15 de septiembre, diferenciaba la insurrección de Alcoy, «un movimiento puramente obrero, socialista revolucionario», de la rebelión cantonal, un movimiento «puramente político y burgués».
Enseguida se difundieron diferentes relatos sobre las «atrocidades de los revolucionarios» que obligaron al Comité federal a desmentirlas mediante un manifiesto hecho público el 14 de julio:

Seres arrojados por el balcón, curas ahorcados en los faroles, hombres bañados en petróleo y asesinados a tiros en la huida, cabezas de civiles cortadas y paseadas por las calles, incendio premeditado de edificios, quema y destrucción del ayuntamiento, violación de niñas inocentes, todas estas patrañas son horribles calumnias.

Tras los sucesos se desató una fuerte represión. Fueron detenidos entre 500 y 700 obreros y de ellos 282 acabaron siendo procesados. Según el historiador Manuel Tuñón de Lara, la represión se inició tras la formación del nuevo gobierno de Emilio Castelar en sustitución del de Nicolás Salmerón. A principios de septiembre se presentó en Alcoy un juez instructor acompañado de 200 guardias civiles, que procedieron a detener a cientos de obreros, muchos de los cuales fueron conducidos hasta Alicante. En 1876 una amnistía sacó de la cárcel a bastantes de los procesados, y en 1881 hubo una segunda amnistía. En 1887 fueron absueltos los últimos veinte procesados, seis de los cuales todavía estaban en prisión, catorce años después de los hechos. «La justicia pudo esclarecer los hechos, pero no pudo identificar de manera fehaciente a los culpables».

## Cultura popular
La escritora Isabel-Clara Simó en su novela Julia (1983) narra la historia de Júlia, una chica que se ve obligada a  trabajar en una fábrica textil de Alcoy después de morir su padre en prisión a causa de haber participado como obrero en la revolta del petroli.